# Чопська міська рада
Чо́пська міська́ ра́да  — адміністративно-територіальна одиниця та орган місцевого самоврядування у Закарпатській області з адміністративним центром у місті Чопі, що має статус міста обласного значення.

## Загальні відомості
Чопська міська рада утворена в 1957 році.
- Територія ради: 6,02 км²
- Населення ради: 8964 особи (станом на 1 серпня 2015 року)[1]
- Територією ради протікають річки Латориця, Тиса

## Населені пункти
Міській раді підпорядковані населені пункти:
- м. Чоп

## Склад ради
Рада складається з 26 депутатів та голови.
- Голова ради: Самардак Валерій Володимирович

### Керівний склад ради
| ПІБ                            | Основні відомості                                                                                               | Дата обрання | Дата звільнення |
| ------------------------------ | --- | ------------ | --------------- |
| Цар Галина Василівна           | Секретар, 1962 року народження освіта вища, член Єдиного Центру                                                 | 31.10.2010   | 25.10.2015      |
| Самардак Валерій Володимирович | Міський голова, 1962 року народження, освіта вища, безпартійний, від партії Блок Петра Порошенка «Солідарність» | 25.10.2015   |                 |

Примітка: таблиця складена за даними сайту ЦВК

### Депутати VII скликання
За результатами місцевих виборів 2015 року депутатами ради стали:

#### За суб'єктами висування
| Суб'єкт висування                          | Кількість обраних депутатів | %     |
| ------------------------------------------ | --------------------------- | ----- |
| Політична партія Єдиний Центр              | 8                           | 30.77 |
| «КМКС» Партія угорців України              | 7                           | 26.92 |
| Партія Блок Петра Порошенка «Солідарність» | 5                           | 19.23 |
| Партія «Відродження»                       | 2                           | 7.69  |
| Політична партія «Опозиційний блок»        | 2                           | 7.69  |
| Політична партія «Наш край»                | 2                           | 7.69  |

#### За округами
| № округу                                    | Прізвище, ім'я, по батькові    | Дата нар.  | Освіта              | Партійна приналежність                           | Відомості                                                                        |
| ------------------------------------------- | ------------------------------ | ---------- | ------------------- | ------------------------------------------------ | -------------------------------------------------------------------------------- |
| політична партія Єдиний Центр               |                                |            |                     |                                                  |                                                                                  |
| пк                                          | Цар Галина Василівна           | 25.07.1962 | вища                | член політичної партії Єдиний Центр              | м. Чоп, колишній міський голова                                                  |
| 7                                           | Єськін Ігор Вячеславович       | 15.01.1975 | вища                | безпартійний                                     | м. Чоп, інженер з охорони праці Чопського ПЗ                                     |
| 2                                           | Лакатош Валерія Олександрівна  | 08.12.1988 | загальна середня    | безпартійна                                      | тимчасово не працює                                                              |
| 8                                           | Бублик Михайло Васильович      | 13.07.1984 | вища                | член політичної партії Єдиний Центр              | Виконком Чопської міської ради, керівник Центру надання адміністративних послуг  |
| 12                                          | Плиска Валентина Петрівна      | 06.07.1966 | вища                | безпартійна                                      | Виконком Чопської міської ради, заступник міського голови                        |
| 20                                          | Орсагош Ольга Василівна        | 27.06.1969 | вища                | член політичної партії Єдиний Центр              | ЗАТ «АВТО-ПОРТ ЧОП», декларант                                                   |
| 5                                           | Голод Олександр Володимирович  | 01.03.1985 | вища                | безпартійний                                     | Виконком Чопської міської ради, начальник земельного відділу                     |
| 17                                          | Якобчук Тодор Мірчевич         | 09.04.1974 | вища                | безпартійний                                     | ПП «Астерс груп», м. Чоп, директор                                               |
| «КМКС» Партія угорців України               |                                |            |                     |                                                  |                                                                                  |
| пк                                          | Балог Оскар Оскарович          | 12.10.1974 | вища                | член «КМКС» Партії угорців України               | фізична особа підприємець, фОП                                                   |
| 21                                          | Комоні Лудвик Лудвикович       | 21.04.1961 | вища                | безпартійний                                     | Чопська ЗОШ І-ІІІ ст. № 2, вчитель                                               |
| 23                                          | Сабо Еріка Дюлівна             | 11.12.1955 | вища                | безпартійна                                      | АЗПСМ с. Соломоново, головний лікар                                              |
| 19                                          | Дебрецені Мігаль Мігальович    | 23.09.1984 | вища                | безпартійний                                     | Угорська теле-бачення, кореспон-дент                                             |
| 4                                           | Берецкі Томаш Йосипович        | 26.08.1978 | вища                | безпартійний                                     | Редакція ЗОД ТРК «Тиса-1», редактор                                              |
| 2                                           | Балог Барна Барнашович         | 10.03.1990 | загальна середня    | безпартійний                                     | сімейне фермерство, фермер                                                       |
| 11                                          | Гурик Олена Тіборівна          | 19.06.1965 | вища                | безпартійна                                      | Чопська ЗОШ І-ІІІ ст. № 2, вчитель                                               |
| ПАРТІЯ "БЛОК ПЕТРА ПОРОШЕНКА «СОЛІДАРНІСТЬ» |                                |            |                     |                                                  |                                                                                  |
| пк                                          | Чолавин Михайло Васильович     | 14.11.1966 | вища                | член ПАРТІЇ "БЛОК ПЕТРА ПОРОШЕНКА «СОЛІДАРНІСТЬ» | провідний спеціаліст, управління освіти, культури, молоді і спорту               |
| 22                                          | Русин Віталій Іванович         | 05.04.1972 | вища                | безпартійний                                     | пенсіонер                                                                        |
| 1                                           | Адам Маріанна Ференцівна       | 19.08.1975 | вища                | член ПАРТІЇ "БЛОК ПЕТРА ПОРОШЕНКА «СОЛІДАРНІСТЬ» | викладач, чопська дитяча музична школа                                           |
| 12                                          | Мартинов Георгій Костянтинович | 24.08.1986 | вища                | безпартійний                                     | юрисконсульт, 18 окремий мосто-вий загін Держав-ної спеціальної служби трансорту |
| 3                                           | Цекус Аттіла Олександрович     | 29.10.1977 | професійно-технічна | безпартійний                                     | тимчасово не працює                                                              |
| Партія «Відродження»                        |                                |            |                     |                                                  |                                                                                  |
| пк                                          | Островський Ігор Володимирович | 06.03.1979 | вища                | член Партії «Відродження»                        | Локотивне депо Мукачеве, заступник начальника                                    |
| 10                                          | Вольский Ігор Леонідович       | 28.11.1956 | вища                | член Партії «Відродження»                        | Ужгородська дирекція залізничних перевезень, головний інженер                    |
| Політична партія «Наш край»                 |                                |            |                     |                                                  |                                                                                  |
| пк                                          | Гіжан Ігор Степанович          | 07.03.1967 | вища                | безпартійний                                     | ІП «Петро Карбо Хем — Мукачево», начальник залізничної дільниці                  |
| 18                                          | Голубка Василь Васильович      | 09.06.1964 | вища                | безпартійний                                     | ПАТ «Закарпатгаз», старший контролер                                             |
| Політична Партія «Опозиційний блок»         |                                |            |                     |                                                  |                                                                                  |
| пк                                          | Товт Іштван Сергійович         | 23.01.1993 | загальна середня    | безпартійний                                     | ТОВ «Дюті Фрі Трейдінг», зам.зав. склада                                         |
| 23                                          | Березовський Олег Миколайович  | 12.03.1985 | вища                | безпартійний                                     | Інспектор з кадрів відділу кадрів Чопського прикордонного загону                 |

### Депутати VI скликання
За результатами місцевих виборів 2010 року:
- Кількість мандатів: 30
- Кількість мандатів, отриманих за результатами виборів: 28
- Кількість мандатів, що залишаються вакантними: 2

#### За суб'єктами висування
| Суб'єкт висування             | Кількість обраних депутатів | %    |
| ----------------------------- | --------------------------- | ---- |
| Єдиний Центр                  | 18                          | 64,3 |
| Партія регіонів               | 4                           | 14,3 |
| «КМКС» Партія угорців України | 2                           | 7,1  |
| Партія «Відродження»          | 2                           | 7,1  |
| Селянська партія України      | 1                           | 3,6  |
| Соціалістична партія України  | 1                           | 3,6  |

#### За округами
| № округу                       | Прізвище, ім'я, по батькові       | Дата визнання обраним | Освіта             | Партійна приналежність         | Відомості про обраного депутата                                                                                    |
| ------------------------------ | --------------------------------- | --------------------- | ------------------ | ------------------------------ | --- |
| Єдиний Центр                   |                                   |                       |                    |                                | |
| б/м                            | Моцьо Галина Степанівна           | 05.11.2010            | середня спеціальна | позапартійна                   | дошкільний навчальний заклад «Казка» м. Чоп, завідувач                                                             |
| б/м                            | Хижняк Володимир Григорович       | 05.11.2010            | вища               | член Єдиного Центру            | виконком Чопської міської ради, заступник міського голови                                                          |
| б/м                            | Ляльо Віталій Миколайович         | 05.11.2010            | вища               | позапартійний                  | приватний підприємець                                                                                              |
| б/м                            | Лугова Марія Орестівна            | 05.11.2010            | вища               | член Єдиного Центру            | виконком Чопської міської ради, начальник управління освіти молоді та спорту                                       |
| б/м                            | Федак Яна Іванівна                | 05.11.2010            | середня            | член Єдиного Центру            | приватний підприємець                                                                                              |
| б/м                            | Бабинець Віктор Васильович        | 05.11.2010            | вища               | позапартійний                  | приватний підприємець                                                                                              |
| 1                              | Ступак Лариса Вікторівна          | 05.11.2010            | вища               | позапартійна                   | виконком Чопської міської ради, керуючий справами                                                                  |
| 2                              | Паладі Іван Іванович              | 05.11.2010            | вища               | позапартійний                  | загальноосвітня школа № 2 м. Чоп, вчитель біології                                                                 |
| 3                              | Фомічов Михайло Михайлович        | 05.11.2010            | вища               | позапартійний                  | Закарпатське представництво страхової компанії «Добробут», директор                                                |
| 5                              | Буркуш Арпад Арпадович            | 05.11.2010            | вища               | член Єдиного Центру            | виконком Чопської міської ради, заступник міського голови                                                          |
| 6                              | Кашуба Богдана Михайлівна         | 05.11.2010            | вища               | позапартійна                   | пенсіонер |
| 8                              | Попенко Володимир Михайлович      | 05.11.2010            | вища               | позапартійний                  | ЗАТ «Єврокар», начальник відділу експлуатації                                                                      |
| 9                              | Касьян Віктор Іванович            | 05.11.2010            | вища               | член Єдиного Центру            | виконком Чопської міської ради, начальник управління міського господарства                                         |
| 11                             | Орсагош Ольга Василівна           | 05.11.2010            | вища               | позапартійна                   | ЗАТ «Автопорт Чоп», декларант                                                                                      |
| 12                             | Дохняк Ігор Іванович              | 05.11.2010            | середня спеціальна | позапартійний                  | приватний підприємець                                                                                              |
| 13                             | Марухнич Борис Іванович           | 05.11.2010            | вища               | член Єдиного Центру            | Чопська міська організація Єдиного Центру, головний спеціаліст Ужгородського окружного секретаріату Єдиного Центру |
| 14                             | Карташова Любов Іванівна          | 05.11.2010            | вища               | позапартійна                   | пенсіонер |
| 15                             | Фелдій Оксана Петрівна            | 05.11.2010            | вища               | член Єдиного Центру            | виконком Чопської міської ради, секретар                                                                           |
| «КМКС» Партія угорців України" |                                   |                       |                    |                                | |
| б/м                            | Балог Оскар Оскарович             | 05.11.2010            | вища               | позапартійний                  | ФОП «Балог Оскар Оскарович»                                                                                        |
| б/м                            | Папп Іштван Бейлович              | 05.11.2010            | вища               | позапартійний                  | пенсіонер |
| Партія «ВІДРОДЖЕННЯ»           |                                   |                       |                    |                                | |
| б/м                            | Бажура Олександр Іванович         | 05.11.2010            | вища               | член Партії «ВІДРОДЖЕННЯ»      | вокзал «Чоп», начальник вокзалу                                                                                    |
| б/м                            | Максимчук Олександр Олександрович | 05.11.2010            | вища               | член Партії «ВІДРОДЖЕННЯ»      | вагонне депо Ужгород, заступник начальника                                                                         |
| Партія регіонів                |                                   |                       |                    |                                | |
| б/м                            | Купавцева Марія Іванівна          | 05.11.2010            | середня            | член Партії регіонів           | ВАТ «Закарпат інтерпорт», начальник відділу                                                                        |
| б/м                            | Гіжан Ігор Степанович             | 05.11.2010            | вища               | позапартійний                  | ВАТ «Закарпат інтерпорт», начальник вантажного району                                                              |
| б/м                            | Нестеренко Володимир Васильович   | 05.11.2010            | вища               | член Партії регіонів           | ТОВ «Термінал Карпати», заступник генерального директора                                                           |
| 4                              | Чонтош Каталін Михайлівна         | 05.11.2010            | середня            | член Партії регіонів           | приватний підприємець                                                                                              |
| Селянська партія України       |                                   |                       |                    |                                | |
| 10                             | Плиска Володимир Юрійович         | 05.11.2010            | вища               | член Селянської партії України | приватний підприємець                                                                                              |
| Соціалістична партія України   |                                   |                       |                    |                                | |
| 7                              | Голубка Василь Васильович         | 05.11.2010            | вища               | позапартійний                  | ВАТ «Закарпатгаз», старший контролер газового господарства                                                         |